# یعقوب قدری قراعثمان‌اوغلو
یعقوب قدری قراعثمان‌اوغلو (به ترکی استانبولی: Yakup Kadri Karaosmanoğlu) رمان‌نویس، سیاستمدار و روزنامه‌نگار ترک به سال ۱۸۸۹ متولد گردید و در سال ۱۹۷۴ در سن ۸۵ سالگی درگذشت.

## کتابشناسی
برخی از آثارش عبارتنداز:
- بیگانه
- خانه اجار ه‌ای
- نور بابا
- سدوم
- عموره